# 人生のメソッド
『人生のメソッド』（じんせいのメソッド）は、地場企業の物語を「ドラマ」とした映像作品。
主役である万家徳治朗を中心に巻き起こるヒューマンドラマであり、これまでに「明治一代女編」、「大賀屋薬局編」、「英進館編」（2017年5月）の3作品を公開している。

## あらすじ
日本全国を駆け巡る旅一座、万家。
座長が借金を作ったため、花形を務める万家徳治朗は舞台の合間を縫ってアルバイトをすることを決意する。
幼少期から芸事しかしたことがない時代錯誤な男、万家徳治朗のアルバイトへの挑戦が始まる。
アルバイト先で彼が目撃する出来事は、万家一座が演ずる古き芝居そのものであった。
舞台となる企業を舞台に、様々な人間模様が交錯していく。

### 明治一代女編
俗世とはかけ離れた生活を送る旅芝居一座である「万家一座」。
その座長が借金を迫ったことにより、一座花形「万家徳治朗」は借金返済のためアルバイトを始めることを決意。
紆余曲折あり、知り合いのスナックで働くことになった徳治朗であった。
そのスナックで起こる出来事が、一座で公演を行う予定の演目とそっくりであった。

### 大賀屋薬局編
万家一座の座長は、悪徳商売に引っかかってしまい、一座は借金を背負ってしまう。
そして、万家一座の花形を務めている「万家徳治郎」は、「薬剤師」のアルバイトを始める。
そんな中、大賀屋薬局の御曹司「清三郎」と薬局店員の「はな」、そして万家一座の副座長である「千之助」の3人の間で三角関係が生じてしまう。
この切ない三角関係が生じている中、ライバル一座も関係し、物語は急展開を迎える。

### 英進館編
万家一座の座長は、かつての看板女優「桜」の借金を肩代わりしてしまう。
そして結局、座長の作った借金をアルバイトで返済することになった花形「万家徳治朗」は、英進館の塾講師をすることに。
そこで出会う、英進館載専務である広瀬と、看板女優「桜」、桜の子「小春」。
それぞれ抱く想いが交錯する中、万家の「いろは唄」の公演が刻々と近づいていく。
3人は、どのような結末を迎えるのであろうか。

### 主要人物（万家一座）
万家徳治朗
（演 - 三天屋多嘉雄）
万家一座の花形。今まで芸一筋に生きていた男であったが、一座の借金が原因で様々な場所でアルバイトをする。
今までアルバイトすらしたことがない時代錯誤な徳治朗はアルバイトに苦戦するが、その先で演劇の演目のような出来事に遭遇する。
アルバイト先では、徳治朗ならではの義理人情の厚さに、周りの社員などから信頼されることも多々ある。
万家千之助
（演 - 石橋征太郎）
万家一座の副座長。一座を支えるしっかり者の頼り甲斐のある男。
一座のために、徳治朗はじめ座員に対して少し厳しすぎるところもある真面目さを持つ。
番頭 木下
（演 - 里村義隆）
一座の借金を毎回、徳治朗に相談する。一座を守るために徳治朗のアルバイト先を一緒に探す。
一座を裏で支えているお調子者。
万家あやめ
（演 - 橋本あかね）
万家の一門娘。やる気と元気が溢れる活発な娘。
やる気はあるのだが、まだ演劇に関する知識が乏しく、木下に怒られる場面が多々ある。
座長
（演 - 木内竜喜）
一座の金を勝手に使って借金を作り、毎回徳治朗がアルバイトをする原因になっている。
一方で、千之助や徳治朗を小さい頃からいつも気にかけ面倒を見てくれていた。

## スタッフ
- 監督・脚本 - 三天屋多嘉雄
- プロデューサー - 井上和久
- 企画・制作 - グッドラックスリー

## 受賞
- 福岡ビジネス・デジタル・コンテンツ賞2017 優秀賞